# دانستیبل
longitudeدانستیبلlatitudeدانستیبل
دانستیبل (به انگلیسی: Dunstable) شهری در کشور انگلستان است که این کشور خود بخشی از بریتانیا محسوب می‌شود. این شهر در سال ۱۹۹۱ میلادی ۴۹٫۶۶۶ نفر جمعیت داشته و در سرشماری سال ۲۰۰۱ جمعیت آن به ۵۰٫۷۷۵ نفر رسیده‌است. میزان رشد سالانهٔ جمعیت دانستیبل ‎۰٫۷۸ درصد می‌باشد و جمعیت این شهر در سال ۲۰۱۲ به ۵۵٫۲۸۸ نفر تغییر یافت.